# Djuna Barnes
Djuna Barnes (Cornwall-on-Hudson, Orange County in de staat  New York, 12 juni 1892 – New York, 18 juni 1982) was een Amerikaans schrijfster van romans, korte verhalen en toneel, dichter en journalist. Daarnaast maakte zij illustraties, aanvankelijk in een stijl die rechtstreeks aan Aubrey Beardsley was ontleend, later in een meer eigen vorm. Ook schilderde zij, maar daarmee hield zij op latere leeftijd op toen een tentoonstelling in New York in het geheel geen kopers bracht.
Haar eigenlijke achternaam was Budington, maar haar vader had zijn familienaam veranderd in Barnes omdat hij op gespannen voet stond met zijn eigen vader. De voornaam, Djuna, schijnt een verbastering te zijn, op jeugdige leeftijd gecreëerd door haar broertje.
Barnes vertrok uit Cornwall en vestigde zich als journalist en illustrator in het New Yorkse Greenwich Village. In 1919 of 1920 (dat herinnerde zij zich later zelf niet) vertrok zij naar Parijs, tegen het uitbreken van de Tweede Wereldoorlog verbleef zij in Engeland om korte tijd later terug te keren naar New York, waar zij de laatste veertig jaar van haar leven doorbracht.
Wegens overmatig drankgebruik moest Barnes een aantal malen opgenomen worden, maar een BBC-uitzending bracht haar in 1950 op andere gedachten, en ze dronk nooit meer. Later stopte ze ook met roken, maar haar gezondheid was inmiddels slecht. Ze heeft vaak armoede gekend, al ontving zij een kleine toelage van Peggy Guggenheim. Zij stierf in zelfgekozen afzondering.

## Nightwood
Barnes verwierf internationale faam met de originele roman Nightwood uit 1936, geschreven in een associatieve, surrealistische stijl die aan James Joyce herinnert maar die ook veel aan de modernistische, kubistische tekstbenadering van Gertrude Stein te danken heeft. Op het eerste gezicht lijkt zij een variant van de stream-of-consciousnesstechniek te gebruiken, maar de monologen, met name die van haar meest beroemd geworden personage Dr Matthew O'Connor, worden uitgesproken en vormen dus geen monologue intérieur.
Nightwood is een verhaal over de Parijse bohème in de kring rondom Gertrude Stein en de andere expatriats van de Parijse linkeroever, in welke kring Barnes tijdens het interbellum verkeerde. Het boek wordt beschouwd als een minor classic, vanwege het zeer eigen lyrisme van de taal van Djuna Barnes, vanwege de psychologische tekening (die overigens ook wel het verhaal van een psychopathologie is genoemd, dus van een geestesziekte), en vanwege de figuur van de barok-aandoende Amerikaanse Ier Matthew O'Connor.
Nightwood is ook een klassieker van de lesbische literatuur; het is deels autobiografisch en beschrijft de relatie van Barnes met de kunstenares Thelma Wood. Dat laatste komt in de titel ook tot uitdrukking, ook al was die niet door Barnes zelf gekozen (oorspronkelijk zou het boek Bow Down heten). Overigens was Barnes naar eigen zeggen zelf niet lesbisch, en zij is ook gehuwd geweest. Relaties met beide geslachten waren in de Parijse bohème in de tijd tussen de oorlogen bepaald geen uitzondering.
Zoals in ander werk van Barnes komt ook in Nightwood de disfunctionele man voor, een nogal potsierlijk en ineffectief aandoende bijfiguur, waarvan de functie niet onmiddellijk duidelijk is. Barnes zelf zei dat zij deze figuur invoerde om de eigenlijke intrige voldoende afstandelijk te kunnen behandelen. De kritiek heeft daarnaast in dit personage een afrekening onderkend met haar vader.

## Korte verhalen
Dat Barnes thuishoort in de stroming van het modernisme, komt sterk naar voren in haar korte verhalen, vooral in de vroege verhalen die later werden bijeengebracht als Smoke and Other Early Stories. Doorgaans is hier de intrige niet van belang, en het verhaal mist dan ook meestal een duidelijke ontknoping. Soms is de afloop niet eens zeker voor de lezer. Op de voorgrond staan daarentegen de actie en de lotsbepaaldheid van de personages.
Ook in het latere korte werk is dit determinisme te onderkennen: deze verhalen plaatsen de handeling op de voorgrond, niet de intrige. Zo is "Aller et Retour" (in Spillway) ogenschijnlijk het verslag van een doelloze heen- en terugtocht. Niet die actie is echter van belang, wel de sfeer, de menselijke verhoudingen, het onuitgesproken verleden en de eveneens onuitgesproken spanning tussen de personages.
Daarentegen is het verhaal "A Night among the Horses" (eveneens in Spillway) Barnes' bekendste korte verhaal geworden. Dit verhaal vertoont nu juist wel een (dramatische) ontknoping, en is daarmee atypisch.

## Bewonderaars
Nightwood zou nooit de cult-status hebben verkregen die het boek ten deel viel, als niet T.S. Eliot zijn aanzienlijke prestige als dichter, criticus en uitgeefredacteur in de strijd had geworpen; hij voorzag het boek van een lovende inleiding. Desondanks bleef het omstreden: andere critici meenden dat Eliot gewoonweg ongelijk had. Het boek werd door de Britse kritiek gunstig, door de Amerikaanse kritiek veel minder positief ontvangen.
Over The Antiphon, Barnes' zeer obscure toneelstuk, had Eliot meer twijfels. Nu kreeg Barnes echter de onvoorwaardelijke steun van de invloedrijke dichter-criticus Edwin Muir, en bovendien was Eliots respect voor de schrijfster onverminderd groot. Hij had inmiddels de Nobelprijs ontvangen, en het boek werd op zijn instigatie dan ook zonder moeite uitgegeven. De verkoopcijfers waren minimaal.

## Eigenzinnig
Djuna Barnes choqueerde de publieke opinie in het New York van de jaren dertig van de twintigste eeuw, door haar reportages voor tijdschriften over lesbische vrouwen. Een eigenzinnige schrijfster met een scherpe blik voor details die alleen zij waarnam, waardoor ze voor een exotisch avontuur niet ver hoefde te reizen. In New York en Frankrijk waren voldoende uitzonderlijke persoonlijkheden die haar stof tot schrijven boden.
Overigens is van de Amerikaanse expatriats (de Lost Generation) wel gezegd dat zij niet veel keus hadden in hun onderwerpen: dat zij weinig belezen waren en dat het daardoor voor de hand lag dat zij niet zozeer vanuit een traditie schreven, maar zich concentreerden op hun directe omgeving. Voor Barnes gaat dat maar ten dele op. Zij had in ieder geval een grote belangstelling voor (oorspronkelijk) woordgebruik, en bezat in haar berooide nadagen in New York de complete Oxford English Dictionary.

## Werken
- The Book of Repulsive Women: 8 Rhythms and 5 Drawings (1915, poëzie)
- Three from the Earth (1919) (toneel)
- Kurzy from the Sea (1920) (toneel)
- An Irish Triangle (1921) (toneel)
- She Tells Her Daughter (1923) (toneel)
- A Book (1923, verhalen en toneelstukken)
- A Lady of Fashion, (1928, anoniem gepubliceerd, beter bekend onder de title Ladies Almanack)
- Ryder (1928, roman)
- A Night among the Horses (1929, verhalen)
- Nightwood (1936; met inleiding van Thomas Stearns Eliot)
- The Antiphon (1958) (toneel)
- Spillway (1962, verhalen; gewijzigde herdruk van A Book uit 1923)
- From Communication to Curriculum (1976)
- Selected Works (1962, herdruk 1980; bevat Spillway, The Antiphon en Nightwood)
- Vagaries Malicieux, two stories (1974)
- Creatures in an Alphabet (1982, poëzie)
- Smoke and Other Early Stories (1982)
- I Could Never Be Lonely without a Husband: Interviews by Djuna Barnes (1987) (red. A Barry)
- Djuna Barnes's New York (1989)
- At the Roots of the Stars: The Short Plays (1995)
- Poe's Mother: Selected Drawings (1996) (red. en inleiding van Douglas Messerli)
- Collected Stories of Djuna Barnes (1996)
- Collected Poems: With Notes toward the Memoirs (2005) (red. Phillip Herring and Osias Stutman)